# Campionati europei di atletica leggera 1962
I VII campionati europei di atletica leggera si sono tenuti a Belgrado, in Jugoslavia, dal 12 al 16 settembre 1962 allo stadio Partizan.

## Nazioni partecipanti
Tra parentesi, il numero di atleti partecipanti per nazione.
- Austria (9)
- Belgio (11)
- Bulgaria (21)
- Cecoslovacchia (25)
- Danimarca (4)
- Finlandia (29)
- Francia (42)
- Germania Est (50)

- Germania Ovest (46)
- Grecia (11)
- Islanda (4)
- Irlanda (4)
- Italia (36)
- Jugoslavia (38)
- Liechtenstein (2)

- Lussemburgo (3)
- Malta (1)
- Norvegia (14)
- Paesi Bassi (8)
- Polonia (50)
- Portogallo (3)
- Gran Bretagna (74)

- Romania (18)
- Spagna (6)
- Svezia (18)
- Svizzera (16)
- Turchia (11)
- Unione Sovietica (74)
- Ungheria (40)

## Risultati

### Uomini
| Specialità | Oro                                                                              | Prestazione | Argento                                                                       | Prestazione | Bronzo                                                                      | Prestazione |
| Corse piane |                                                                                  |             |                                                                               |             |                                                                             |             |
| 100 metri | Claude Piquemal Francia                                                          | 10"4        | Jocelyn Delecour Francia                                                      | 10"4        | Peter Gamper Germania Ovest                                                 | 10"4        |
| 200 metri | Owe Jonsson Svezia                                                               | 20"7        | Marian Foik Polonia                                                           | 20"8        | Sergio Ottolina Italia                                                      | 20"8        |
| 400 metri | Robbie Brightwell Gran Bretagna                                                  | 45"9        | Manfred Kinder Germania Ovest                                                 | 46"1        | Joachim Reske Germania Ovest                                                | 46"4        |
| 800 metri | Manfred Matuschewski Germania Est                                                | 1'50"5      | Valeriy Bulyshev Unione Sovietica                                             | 1'51"2      | Paul Schmidt Germania Ovest                                                 | 1'51"2      |
| 1.500 metri | Michel Jazy Francia                                                              | 3'40"9      | Witold Baran Polonia                                                          | 3'42"1      | Tomáš Salinger Cecoslovacchia                                               | 3'42"2      |
| 5.000 metri | Bruce Tulloh Gran Bretagna                                                       | 14'00"6     | Kazimierz Zimny Polonia                                                       | 14'01"8     | Pëtr Bolotnikov Unione Sovietica                                            | 14'02"6     |
| 10.000 metri | Pëtr Bolotnikov Unione Sovietica                                                 | 28'54"0     | Friedrich Janke Germania Est                                                  | 29'01"6     | Roy Fowler Gran Bretagna                                                    | 29'02"0     |
| Corse a ostacoli |                                                                                  |             |                                                                               |             |                                                                             |             |
| 110 metri ostacoli | Anatoly Mikhailov Unione Sovietica                                               | 13"8        | Giovanni Cornacchia Italia                                                    | 14"0        | Nikolay Berezutskiy Unione Sovietica                                        | 14"2        |
| 400 metri ostacoli | Salvatore Morale Italia                                                          | 49"2        | Jörg Neumann Germania Ovest                                                   | 50"3        | Helmut Janz Germania Ovest                                                  | 50"5        |
| 3.000 metri siepi | Gaston Roelants Belgio                                                           | 8'32"6      | Zoltan Vamoş Romania                                                          | 8'37"6      | Nikolaj Sokolov Unione Sovietica                                            | 8'40"6      |
| Prove su strada |                                                                                  |             |                                                                               |             |                                                                             |             |
| Maratona | Brian Kilby Gran Bretagna                                                        | 2h23'18"8   | Aurèle Vandendriessche Belgio                                                 | 2h24'02"0   | Viktor Baykov Unione Sovietica                                              | 2h24'19"8   |
| 20 km marcia | Ken Matthews Gran Bretagna                                                       | 1h35'54"8   | Hans Reimann Germania Est                                                     | 1h36'14"2   | Vladimir Golubničij Unione Sovietica                                        | 1h36'37"6   |
| 50 km marcia | Abdon Pamich Italia                                                              | 4h19'47"0   | Grigori Panichkin Unione Sovietica                                            | 4h24'36"0   | Don Thompson Gran Bretagna                                                  | 4h29'01"0   |
| Salti |                                                                                  |             |                                                                               |             |                                                                             |             |
| Salto in alto | Valerij Brumel' Unione Sovietica                                                 | 2,21 m      | Stig Pettersson Svezia                                                        | 2,13 m      | Robert Šavlakadze Unione Sovietica                                          | 2,09 m      |
| Salto con l'asta | Pentti Nikula Finlandia                                                          | 4,80 m      | Rudolf Tomášek Cecoslovacchia                                                 | 4,60 m      | Kauko Nyström Finlandia                                                     | 4,60 m      |
| Salto in lungo | Igor' Ter-Ovanesjan Unione Sovietica                                             | 8,19 m      | Rainer Stenius Finlandia                                                      | 7,85 m      | Pentti Eskola Finlandia                                                     | 7,85 m      |
| Salto triplo | Józef Szmidt Polonia                                                             | 16,55 m     | Vladimir Gorjaev Unione Sovietica                                             | 16,39 m     | Oleg Fedoseev Unione Sovietica                                              | 16,24 m     |
| Lanci |                                                                                  |             |                                                                               |             |                                                                             |             |
| Getto del peso | Vilmos Varjú Ungheria                                                            | 19,02 m     | Viktor Lipsnis Unione Sovietica                                               | 18,38 m     | Alfred Sosgórnik Polonia                                                    | 18,26 m     |
| Lancio del disco | Vladimir Trusenёv Unione Sovietica                                               | 57,11 m     | Kees Koch Paesi Bassi                                                         | 55,96 m     | Lothar Milde Germania Est                                                   | 55,47 m     |
| Lancio del giavellotto | Jānis Lūsis Unione Sovietica                                                     | 82,04 m     | Viktor Cybulenko Unione Sovietica                                             | 77,92 m     | Władysław Nikiciuk Polonia                                                  | 77,66 m     |
| Lancio del martello | Gyula Zsivótzky Ungheria                                                         | 69,64 m     | Alexei Baltovski Unione Sovietica                                             | 66,93 m     | Yuri Bakarinov Unione Sovietica                                             | 66,57 m     |
| Prove multiple |                                                                                  |             |                                                                               |             |                                                                             |             |
| Decathlon | Vasilij Kuznecov Unione Sovietica                                                | 8.026 p.    | Werner von Moltke Germania Ovest                                              | 8.022 p.    | Manfred Bock Germania Ovest                                                 | 7.835 p.    |
| Staffette |                                                                                  |             |                                                                               |             |                                                                             |             |
| 4×100 metri | Germania Ovest Klaus Ulonska Peter Gamper Hans-Joachim Bender Manfred Germar     | 39"5        | Polonia Jerzy Juskowiak Andrzej Zieliński Zbigniew Syka Marian Foik           | 39"5        | Gran Bretagna Alfred Meakin Ron Jones Berwyn Jones David Jones              | 39"8        |
| 4×400 metri | Germania Ovest Wilfried Kindermann Johannes Schmitt Joachim Reske Manfred Kinder | 3'05"8      | Gran Bretagna Barry Jackson Kenneth Wilcock Adrian Metcalfe Robbie Brightwell | 3'05"9      | Svizzera Bruno Galliker Jean-Louis Descloux Marius Theiler Hans-Rüdi Bruder | 3'07"0      |
| record mondiale; record mondiale stagionale; record europeo; record europeo stagionale; record dei campionati; record nazionale; record personale; record personale stagionale. |                                                                                  |             |                                                                               |             |                                                                             |             |

### Donne
| Specialità | Oro                                                                     | Prestazione | Argento                                                               | Prestazione | Bronzo                                                        | Prestazione |
| Corse piane |                                                                         |             |                                                                       |             |                                                               |             |
| 100 metri | Dorothy Hyman Gran Bretagna                                             | 11"3        | Jutta Heine Germania Ovest                                            | 11"3        | Teresa Ciepły Polonia                                         | 11"4        |
| 200 metri | Jutta Heine Germania Ovest                                              | 23"5        | Dorothy Hyman Gran Bretagna                                           | 23"7        | Barbara Sobotta Polonia                                       | 23"9        |
| 400 metri | Marija Itkina Unione Sovietica                                          | 53"4        | Elizabeth Grieveson Gran Bretagna                                     | 53"9        | Tilly van der Zwaard Paesi Bassi                              | 54"4        |
| 800 metri | Gerda Kraan Paesi Bassi                                                 | 2'02"8      | Waltraut Kaufmann Germania Est                                        | 2'05"0      | Olga Kazi Ungheria                                            | 2'05"0      |
| Corse a ostacoli |                                                                         |             |                                                                       |             |                                                               |             |
| 80 metri ostacoli | Teresa Ciepły Polonia                                                   | 10"6        | Karin Balzer Germania Est                                             | 10"6        | Erika Fisch Germania Ovest Maria Piątkowska Polonia           | 10"6        |
| Salti |                                                                         |             |                                                                       |             |                                                               |             |
| Salto in alto | Iolanda Balaș Romania                                                   | 1,83 m      | Olga Gere Jugoslavia                                                  | 1,76 m      | Linda Knowles Gran Bretagna                                   | 1,73 m      |
| Salto in lungo | Tatiana Shchelkanova Unione Sovietica                                   | 6,36 m      | Elżbieta Krzesińska Polonia                                           | 6,22 m      | Mary Rand Gran Bretagna                                       | 6,22 m      |
| Lanci |                                                                         |             |                                                                       |             |                                                               |             |
| Getto del peso | Tamara Press Unione Sovietica                                           | 18,55 m     | Renate Garisch Germania Est                                           | 17,17 m     | Galina Zybina Unione Sovietica                                | 16,95 m     |
| Lancio del disco | Tamara Press Unione Sovietica                                           | 56,91 m     | Doris Müller Germania Est                                             | 53,60 m     | Jolán Kleiber-Kontsek Ungheria                                | 52,82 m     |
| Lancio del giavellotto | Ėl'vira Ozolina Unione Sovietica                                        | 54,93 m     | Maria Diaconescu Romania                                              | 52,10 m     | Alevtina Shastitko Unione Sovietica                           | 51,80 m     |
| Prove multiple |                                                                         |             |                                                                       |             |                                                               |             |
| Pentathlon | Galina Bystrova Unione Sovietica                                        | 4.833 p.    | Denise Guénard Francia                                                | 4.735 p.    | Helga Hoffmann Germania Ovest                                 | 4.676 p.    |
| Staffette |                                                                         |             |                                                                       |             |                                                               |             |
| 4×100 metri | Polonia Teresa Ciepły Barbara Sobotta Elzbieta Szyroka Maria Piątkowska | 44"5        | Germania Ovest Erika Fisch Martha Pensberger Maren Collin Jutta Heine | 44"6        | Gran Bretagna Ann Packer Dorothy Hyman Daphne Arden Mary Rand | 44"9        |
| record mondiale; record mondiale stagionale; record europeo; record europeo stagionale; record dei campionati; record nazionale; record personale; record personale stagionale. |                                                                         |             |                                                                       |             |                                                               |             |

## Medagliere
Legenda
     Paese ospitante
| Posizione | Paese            | Oro | Argento | Bronzo | Totale |
| --------- | ---------------- | --- | ------- | ------ | ------ |
| 1         | Unione Sovietica | 13  | 6       | 10     | 29     |
| 2         | Regno Unito      | 5   | 3       | 6      | 14     |
| 3         | Germania Ovest   | 3   | 5       | 7      | 15     |
| 4         | Polonia          | 3   | 5       | 5      | 13     |
| 5         | Francia          | 2   | 2       | 0      | 4      |
| 6         | Italia           | 2   | 1       | 1      | 4      |
| 7         | Ungheria         | 2   | 0       | 2      | 4      |
| 8         | Germania Est     | 1   | 6       | 1      | 8      |
| 9         | Romania          | 1   | 2       | 0      | 3      |
| 10        | Finlandia        | 1   | 1       | 2      | 4      |
| 11        | Paesi Bassi      | 1   | 1       | 1      | 3      |
| 12        | Belgio           | 1   | 1       | 0      | 2      |
| 12        | Svezia           | 1   | 1       | 0      | 2      |
| 14        | Cecoslovacchia   | 0   | 1       | 1      | 2      |
| 15        | Jugoslavia       | 0   | 1       | 0      | 1      |
| 16        | Svizzera         | 0   | 0       | 1      | 1      |
| Totale    | Totale           | 36  | 36      | 37     | 109    |